# ウィル・ユー・ビー・ゼア
「ウィル・ユー・ビー・ゼア」（Will You Be There）は、マイケル・ジャクソンが1991年に発表した楽曲。作詞・作曲ともジャクソン自身による。アルバム『デンジャラス』からの7枚目のシングル・カットである。本作は1993年に公開された映画『フリー・ウィリー』（Free Willy）の主題歌として、1994年のMTVムービー・アワード「最優秀映画音楽賞」（Best Song From a Movie）を受賞した。

## 解説
この曲では聖歌隊が大きな役割を持ち、壮大で厳粛な雰囲気を作り上げていく。聖歌隊の担当は『Man in the Mirror』（アルバム「バッド」収録曲）にも出演した「アンドレ・クラウチ・シンガーズ」である。10年以上前に『She's Out Of My Life』（アルバム「オフ・ザ・ウォール」収録曲）で弦楽編曲を担当したジョニー・マンデルが、本作のオーケストラ編曲と総指揮を担当した。
アルバム・バージョンで7分半を超える長大な曲であることから、シングル・バージョンやショート・フィルムなどでは一部箇所がカットされることも多い。本記事では、最も長いアルバム・バージョンを基に解説する。
アルバム・バージョンには前奏（Prelude）があり、ベートーヴェンの交響曲第9番の第4楽章合唱部より、最後の部分にあたる“Ihr stürzt nieder, Millionen? …（中略）… Über Sternen muß er wohnen.”を引用している。使用された音源はジョージ・セル指揮のクリーヴランド管弦楽団（ソニー・クラシカル）であった。それから聖歌隊による合唱が始まり、ピアノのイントロを経てジャクソンが歌い始める（注：ショートフィルムでは、ベートーヴェンの第9交響曲は“Ihr stürzt nieder”の4音だけを残して「Will You Be There」の画面が現れ、聖歌隊合唱から曲が開始される。「フリー・ウィリー」の映画にも使用されたシングル・バージョンでは聖歌隊合唱もカットされ、ピアノのイントロから始まる）。
曲はニ長調で始まり、単純な音型を繰り返しながら進んでいく。頂点を極めた人間が背負う計り知れない苦しみのゆえに、人間よりもはるかに大きな存在への強い憧れを歌う。それから、曲はジャクソンと聖歌隊の掛け合いに移り、ここからホ長調→変ト長調（嬰ヘ長調と異名同音調）へと転調を繰り返して、最終的に変イ長調へ落ち着く。その後、聖歌隊合唱と管弦楽伴奏のみによる間奏部分が1分ほど続く（ラジオ・エディットなど短縮された形では、この部分で終える場合がある）。
本作最大の特徴として、曲の最後にジャクソンが自作の詩を朗読する。人生における様々な逆境を並べながら“どんな時も、そこにいてくれますか”という趣旨の詩を朗読する彼は、終始涙声で語っている。

## 収録曲
1. ウィル・ユー・ビー・ゼア（シングル・バージョン、5分22秒）
2. マン・イン・ザ・ミラー（5分15秒）--アンドレ・クラウチ・シンガーズの聖歌隊が登場する作品。
3. ガールフレンド（3分04秒）
4. ウィル・ユー・ビー・ゼア（アルバム・バージョン、7分40秒）